# بكالوريوس العلوم الطبية
درجة البكالوريوس في العلوم الطبية أو بكالوريوس العلوم الصحية هي شهادة تقنية أو تكنولوجية تُمنح بعد أربع سنوات من الدراسة الجامعية في العلوم الصحية. يتعلم خريجو العلوم الطبية أو صحيه دراسه الجسم ويعملون تحت اشراف الاطباء كما انهم يطورون المهارات والمعرفة حول كيفية عمل الجسم وكيف يتفاعل مع المرض والعقاقير التي تستخدم لعلاج المرض، ومن الممكن أن يستغرق طلاب الطب عامًا إضافيًا يتضمن البحث الطبي الذي يسمح له بالحصول على درجة الاختصاص ولكن عادةً ما يتطلب هذا متوسط درجات عالية. وقد يتخصص الخريجون في مجموعة متنوعة من الاختصاصت بما في ذلك الطب السريري، والأبحاث الأكاديمية، والتكنولوجيا الحيوية، وصناعة الأدوية.

## أستراليا
في أستراليا، تُمنح درجة البكالوريوس في العلوم الطبية من جامعة جريفيث، وجامعة نيو ساوث ويلز، وجامعة سيدني، وجامعة موناش، والجامعة الوطنية الأسترالية، وجامعة ويسترن سيدني، وجامعة نيوكاسل، وجامعة فلندرز، وجامعة تشارلز ستورت، وجامعة ماكواري، وجامعة كوينزلاند المركزية.

## كندا
في جامعة ويسترن أونتاريو بكندا، تُمنح درجة بكالوريوس العلوم الطبية بعد أربع سنوات من الدراسة بالكلية. ويختلف عالأمر في كندا نظرًا لتوجه العلوم الطبية المتقدمة للدورات المقدمة مثل علم التشريح وعلم الصيدلة.

## الهند
في الهند، تُمنح درجة بكالوريوس العلوم الطبية باعتبارها درجة جامعية تقدمها الجامعات الكبرى مثل جامعة البنجاب، والجامعة البنجابية والمعاهد الهندية للتكنولوجيا.

## المملكة المتحدة
في المملكة المتحدة، تُمنح درجة بكالوريوس العلوم الطبية في ثلاث حالات، في المقام الأول كمؤهلات مستقلة لمدة 3 سنوات، وثانيًا نتيجة لأخذ عام إضافي خلال دورة طبية أو طب الأسنان فيما يُسمى بالتقاطع الجامعي، أو كجزء قياسي من الدرجة الطبية دون أي سنوات إضافية من الدراسة. في الحالة الثالثة، تقل قيمة شهادة البكالوريوس في العلوم الطبية على الأقل وفقا للهيئة البريطانية التي تدير الوظائف الأولى لخريجي الطب الجدد حيث لا يتم الاضطلاع بسنة إضافية من الدراسة. وبغض النظر عن الطريقة التي يتم بها الحصول على هذه الدرجة، فإن مشروع البحث عادةً ما يشكل مكونًا كبيرًا من الدرجة وكذلك التعليم الرسمي في البيولوجيا البشرية.
تمنح درجة البكالوريوس في العلوم الطبية كمقرر مستقل لمدة 3 سنوات من قبل جامعة إكستر، وجامعة برمنغهام، وجامعة شيفيلد، وجامعة بانجور، وجامعة أكسفورد بروكس، وجامعة دي مونتفورت، وجامعة سانت أندروز.
تشمل كليات الطب التي تمنح شهادة البكالوريوس في العلوم الطبية بعد عام إضافي من الدراسة: مدرسة بارتس ولندن للطب وطب الأسنان، وجامعة برمنغهام، وجامعة دندي، وجامعة إدنبرة وجامعة أبردين وجامعة شيفيلد. تمنح جامعة نوتنغهام وجامعة ساوثهامبتون درجة علمية كجزء أساسي من دوراتهم في الطب الجامعي دون الحاجة إلى عام إضافي من الدراسة، ولكن يجب على الطلاب إجراء مشروع بحثي.

## مصر
في مصر، تُمنح درجة البكالوريوس في العلوم الطبية بعد أربع سنوات من الدراسة بالإضافة إلى سنة تدريب يتم فيها تدريب المتدربين في العديد من المستشفيات العامة والجامعية.
يتم تقديم الشهادة في خمس جامعات في مصر: جامعة 6 أكتوبر، جامعة مصر للعلوم والتكنولوجيا، جامعة فاروس بالإسكندرية، جامعة بني سويف وجامعة المنوفية. تقدم كليات العلوم الطبية التطبيقية التخصصات المختلفة للطلاب للاختيار من بينها، بما في ذلك المختبرات الطبية والأشعة والتصوير الطبي والمعدات الطبية الحيوية.
في عام 2018 تم تسمية خريج الكلية بالتقنى (مشرف صحى ) باعتبار ان الخريج تقنى في الدول الاجنبية التي تسمي نفس الخريج بالتكنولوجي أو التقنى.